# بسته (فیلم ۲۰۱۳)
بسته (به انگلیسی: The Package) یک فیلم اکشن آمریکایی محصول سال ۲۰۱۳ به کارگردانی جسی وی. جانسون و نویسندگی دریک کولستاد با بازی استیو آستین و دولف لاندگرن است.

## فیلمبرداری
این فیلم در ۲۰ روز از ۱۴ فوریه تا ۵ مارس ۲۰۱۲ در ابوتسفورد، بریتیش کلمبیا واقع در کانادا فیلمبرداری شد.

## بازیگران
- استیو آستین ... تامی ویکر
- دولف لاندگرن ... «آلمانی»
- اریک کینلیزید ...  داگ بزرگ
- مایک دوپود ... جولیو
- جان نواک ... نیکلاس
- کریستن کر ... دارلا
- درن شهلوی ... دون
- پل وو ... داسان
- لاکلین مونرو ... ادی
- مارک گیبون ... جیک
- پیتر برانت ... رالف
- مونیک گاندرتون ... مونیک
- مایکل دایینگفیلد ... آنتونی
- ویلیام بی. دیویس ... دکتر ویلهلم
- جری تریمبل ... کارل
- پاتریک سابونگوی ... لوئیس

## فروش
این فیلم با ۸۱ سالن نمایش در دفتر فروش عرضه شد و مبلغ (۱٬۴۶۹) دلار به فروش رسید.